# Metropolia dakarska
Metropolia dakarska – senegalska metropolia Kościoła katolickiego obrządku łacińskiego, swym zasięgiem obejmująca cały kraj.

## Diecezje wchodzące w skład metropolii
Metropolię stanowią:
1. Archidiecezja dakarska
2. Diecezja Kaolack
3. Diecezja Kolda
4. Diecezja Saint-Louis du Sénégal
5. Diecezja Tambacounda
6. Diecezja Thiès
7. Diecezja Ziguinchor

## BullaDum tantis
14 września 1955 papież Pius XII bullą Dum tantis wyniósł wikariat apostolski Dakaru do godności archidiecezji i stolicy metropolii. Do godności arcybiskupiej metropolity wyniesiony został Marcel Lefebvre.

## Biskupi metropolii
- Metropolita: André Gueye (od 2025) (Dakar)
- Sufragan: Jean-Pierre Bassène (od 1999) (Kolda)
- Sufragan: Augustin Simmel Ndiaye (nominat) (Saint-Louis)
- Sufragan: Paul Abel Mamba (od 2022) (Tambacounda)
- Sufragan: sede vacante (od 2025) (Thiès)
- Sufragan: Jean Baptiste Valter Manga (od 2024) (Ziguinchor)
- Sufragan: Martin Boucar Tine (od 2018) (Kaolack)

## Główne świątynie metropolii
Najważniejszymi kościołami katolickimi na terenie metropolii są:
- Katedra Matki Bożej Zwycięskiej w Dakarze
- Katedra w Kolda
- Katedra w Saint-Louis
- Katedra w Tambacounda
- Katedra w Thiès
- Katedra w Ziguinchor
- Katedra w Kaolack